# Pro Powerboat Simulator
Pro Powerboat Simulator is een computerspel dat werd ontwikkeld door Optimus Software en uitgegeven door The Codemasters Software Company Limited. In het spel bestuurt de speler een powerboat. Het speelveld wordt van bovenaf getoond.

## Platforms
| Jaar | Platform                               |
| ---- | -------------------------------------- |
| 1989 | Amstrad CPC, Commodore 64, ZX Spectrum |
| 1990 | Amiga, Atari ST                        |

## Ontvangst
| Beoordeeld door                | Platform | Datum        | Score |
| ------------------------------ | -------- | ------------ | ----- |
| Computer and Video Games (CVG) | Amiga    | oktober 1990 | 73%   |
| Computer and Video Games (CVG) | Atari ST | oktober 1990 | 71%   |
| Amiga Joker                    | Amiga    | april 1991   | 68%   |